# Pyura camranica
Pyura camranica is een zakpijpensoort uit de familie van de Pyuridae. De wetenschappelijke naam van de soort is voor het eerst geldig gepubliceerd in 1995 door Vorontsova & Cole.